# Liste der Naturdenkmale in Börslingen
| Naturdenkmale | Anzahl |
| ------------- | ------ |
| FND           | 2      |
| END           | 2      |
| Gesamt        | 4      |

Die Liste der Naturdenkmale in Börslingen nennt die verordneten Naturdenkmale (ND) der im baden-württembergischen Alb-Donau-Kreis liegenden Gemeinde Börslingen. In Börslingen gibt es insgesamt vier als Naturdenkmal geschützte Objekte, davon zwei flächenhafte Naturdenkmale (FND) und zwei Einzelgebilde-Naturdenkmale (END).
Stand: 31. Oktober 2016.

## Flächenhafte Naturdenkmale (FND)
| Name                                         | Bild | Kennung     | Einzelheiten | Position | Fläche Hektar | Datum         |
| -------------------------------------------- | ---- | ----------- | ------------ | -------- | ------------- | ------------- |
| Wacholderheide „Heusteige“ mit 2 Baumgruppen | BW   | 84250220004 | Börslingen   | ⊙        | 1,9           | 31. Aug. 1994 |
| Wacholderheide nördlich Börslingen           | BW   | 84250220001 | Börslingen   | ⊙        | 2,0           | 31. Aug. 1994 |
| Legende für Naturdenkmal                     |      |             |              |          |               |               |

## Einzelgebilde (END)
| Name                     | Bild | Kennung     | Einzelheiten | Position | Fläche Hektar | Datum         |
| ------------------------ | ---- | ----------- | ------------ | -------- | ------------- | ------------- |
| 1 Linde                  | BW   | 84250220002 | Börslingen   | ⊙        | 0,0           | 31. Aug. 1994 |
| 9 Sommerlinden           |      | 84250220003 | Börslingen   | ⊙        | 0,0           | 31. Aug. 1994 |
| Legende für Naturdenkmal |      |             |              |          |               |               |